# Potres v Nepalu (april 2015)
Potres v Nepalu aprila 2015 (znan tudi kot potres Gorha)  je bil močan potres, ki se je zgodil ob 11:56 po nepalskem standardnem času 25. aprila 2015, z jakostjo 7,8 Mw ali 8,1 Ms in največjo Mercallijevo intenzivnostjo VIII (hudo). V potresu je umrlo skoraj 9.000 ljudi, še skoraj 22.000 ljudi je bilo ranjenih. Njegov epicenter je bil vzhodno od okrožja Gorha pri Barpaku, njegov hipocenter pa je bil na globini približno 8,2 km. To je bila najhujša naravna nesreča, ki je prizadela Nepal od potresa Nepal–Bihar leta 1934. Gibanje tal, zabeleženo v glavnem mestu Nepala, je bilo nizkofrekvenčno, kar je v kombinaciji s časom, ko je veliko ljudi na podeželju delalo na prostem, zmanjšalo izgubo lastnine in človeških življenj.
Potres je sprožil tudi snežni plaz na Mount Everestu, v katerem je umrlo 21 ljudi, zaradi česar je bil 25. april 2015 najbolj črn dan na gori v zgodovini. Potres je sprožil še en velik zemeljski plaz v dolini Langtang, po katerem je bilo pogrešanih okoli 250 ljudi.
Na stotisoče Nepalcev je ostalo brez domov, celotne vasi v številnih okrožjih v državi so bile zravnane z zemljo. Stoletne stavbe v Katmandujski dolini na Unescovem seznamu svetovne dediščine so bile uničene, vključno s Katmandujskim kraljevim trgom, Patanskim kraljevim trgom,  Bhaktapurskim kraljevim trgom, Tempeljem Čangu Narajan, Stupo Boudhanath in Stupo Svajambu. Geofiziki in drugi strokovnjaki so že desetletja opozarjali, da je Nepal izpostavljen smrtonosnemu potresu, zlasti zaradi svoje geologije, urbanizacije in arhitekture. Stolp Dharahara, imenovan tudi Bhimsenov stolp, devetetažni in 61,88 metrov visok stolp, je bil porušen. Bil je del arhitekture Katmanduja, ki jo je priznal UNESCO.
Nadaljnji popotresni sunki so se pojavili po celotnem Nepalu v intervalih 15–20 minut, pri čemer je en sunek dosegel jakost 6,7 Mw dne 26. aprila ob 12:54:08 NST. Tudi podeželje je bilo izpostavljeno stalnemu tveganju za zemeljske plazove. Močan popotresni sunek se je zgodil 12. maja 2015 ob 12:50 NST z momentom magnitude (Mw) 7,3. Epicenter je bil blizu kitajske meje med prestolnico Katmandu in Mt. Everestom. Več kot 200 ljudi je bilo ubitih in več kot 2500 ranjenih, mnogi so ostali brez domov.

## Geologija
Nepal leži proti južni meji razpršene meje kolizije, kjer se indijska tektonska plošča podriva pod evrazijsko ploščo in zaseda osrednji sektor himalajskega loka, skoraj tretjino 2400 km dolge Himalaje. Geološko so Nepalske Himalaje razdeljene na pet tektonskih območij od severa proti jugu in vzhodu proti zahodu ter skoraj vzporedne do podparalelne. To so:
1. planota Tarai,
2. Podhimalaja (hribovje Sivalik),
3. Nizka Himalaja (gorovje Mahabharat Range in srednja dolina),
4. Visoka Himalaja in
5. Notranja Himalaja (Tibetanski Tetis).

Vsaka od teh con je jasno opredeljena z morfološkimi, geološkimi in tektonskimi značilnostmi.
Stopnja konvergence med ploščami v osrednjem Nepalu je približno 45 mm na leto. Lokacija, velikost in osrednji mehanizem potresa kažejo, da ga je povzročil zdrs vzdolž glavnega čelnega potiska. Učinki potresa so bili v Katmanduju okrepljeni, saj leži v Katmandujski kotlini, ki vsebuje do 600 m sedimentnih kamnin, ki predstavljajo jezerske sedimente.
Na podlagi študije glavnega čelnega potiska, objavljene leta 2014, se močan potres v vzhodnem Nepalu v povprečju pojavlja vsakih 750 ± 140 in 870 ± 350 let. Študija iz leta 2015 je odkrila 700-letni zamik med potresi v regiji. Študija tudi kaže, da sta zaradi kopičenja tektonskega pritiska potres leta 1934 v Nepalu in potres leta 2015 povezana in sledita zgodovinskem potresnem vzorcu. Študija zgodovinskih velikih (M ≥ 8) parov in ciklov potresov iz leta 2016 je pokazala, da se bodo veliki potresi verjetno pojavljali v regiji zahodne Kitajske do 2020. let.

### Intenziteta
Po podatkih spletne strani USGS je bila največja intenzivnost VIII (huda). V večini Katmanduja je bila intenzivnost VI, kar dokazujejo številni nepoškodovani vodni stolpi, nameščeni na vrhu nepoškodovanih večetažnih stavb. Tresenje so čutili v sosednjih indijskih državah Bihar, Uttar Pradeš, Asam, Zahodna Bengalija, Sikim, Jharkhand, Utarahand, Gudžarat, v regiji glavnega mesta okrog New Delhija in južno vse do Karnatake. Škoda je bila obsežna v severnem Biharju, manjša škoda pa je bila prijavljena tudi iz delov mesta Odiša. V visokih stavbah se je čutilo tresenje vse do Kočija v južni državi Kerala. Intenzivnost v Patni je bila V (zmerna). Intenzivnost je bila IV (lahka) v Daki v Bangladešu. Potres je bil zaznaven tudi na jugozahodu Kitajske, od avtonomne regije Tibet do Čengduja, ki je oddaljen 1900 km od epicentra, v Pakistanu in Butanu. 

### Popotresni sunki
Serija popotresnih sunkov se je začela takoj po glavnem sunku, v razmikih 15–30 minut, pri čemer je eden od njih dosegel 6,6 Mw v 34 minutah po začetnem potresu. Močan sunek jakosti 6,9 Mw se je zgodil 26. aprila 2015 v isti regiji ob 12:54 NST (07:08 UTC), z epicentrom približno 17 km južno od Kodarija v Nepalu. Povzročil je nove plazove na Mount Everestu, čutili pa so ga v številnih mestih v severni Indiji, vključno s Kalkuto, Siliguriju, Jalpaiguriju in Assamu. Potres je povzročil plaz na avtocesti Koši, ki je blokiral odsek ceste med Bedetarjem in Mulgatom.
Model GeoGateway, ki temelji na mehanizmu geološke raziskave Združenih držav Amerike za skoraj horizontalni prelom in lokacijo popotresnih sunkov, je pokazal, da je imel prelom naklon 11 ° v smeri proti severu in udaril v širino 295 °, 50 km široko, 150 km dolgo in imel zdrs naklona 3 m. USGS pravi, da je bil sunek registriran na plitki globini 10 km.
Do 24. maja 2016 je bilo zabeleženih 459 popotresnih sunkov z različnimi epicentri in jakostjo vsaj 4 Mw (od tega 51 popotresnih sunkov vsaj 5 Mw in pet sunkov nad 6 Mw) in več kot 20.000 naknadnih sunkov pod 4 Mw.

## Gallerija
- Škoda na Basantpurskem kraljevem trgu
- Poškodovane zgradbe
- Poškodovane stavbe v območju Balaju
- Poškodovana cesta
- Porušen Kasthamandap
- Pagoda Narajan
- Prostovoljci pri čiščenju posledic

## Snežni plaz izpod Mount Everesta
Mount Everest je približno 220 kilometrov vzhodno od epicentra. Med 700 in 1000 ljudi je bilo na gori ali blizu nje, ko je nastal potres, vključno s 359 plezalci v baznem taboru, od katerih so se mnogi vrnili po prekinjeni sezoni 2014. Potres je sprožil več velikih plazov na gori in okoli nje. En plaz, ki je izviral z bližnjega vrha Pumori, je priletel v bazni tabor in raznesel številne šotore čez ledenik Humbu proti vznožju. Gorniška ekipa indijske vojske je zbrala trupla 19 planincev iz južnega baznega tabora in rešila vsaj 61 plezalcev z gore.
Vsaj 61 ljudi je bilo ranjenih, več deset jih je bilo prijavljenih kot pogrešanih, veliko več pa jih je obtičalo v taborih na višjih nadmorskih višinah, saj so izgubili varne poti za sestop.